# Clavulina septocystidiata
Clavulina septocystidiata é uma espécie de fungo pertencente à família Clavulinaceae.